# Waiporia owaka
Waiporia owaka là một loài nhện trong họ Orsolobidae.
Loài này thuộc chi Waiporia. Waiporia owaka được Raymond Robert Forster & Norman I. Platnick miêu tả năm 1985.